# Dicrodiplosis bifurcata
Dicrodiplosis bifurcata är en tvåvingeart som beskrevs av Grover 1979. Dicrodiplosis bifurcata ingår i släktet Dicrodiplosis och familjen gallmyggor. Inga underarter finns listade i Catalogue of Life.